# St. Peter und Paul (Oberelchingen)

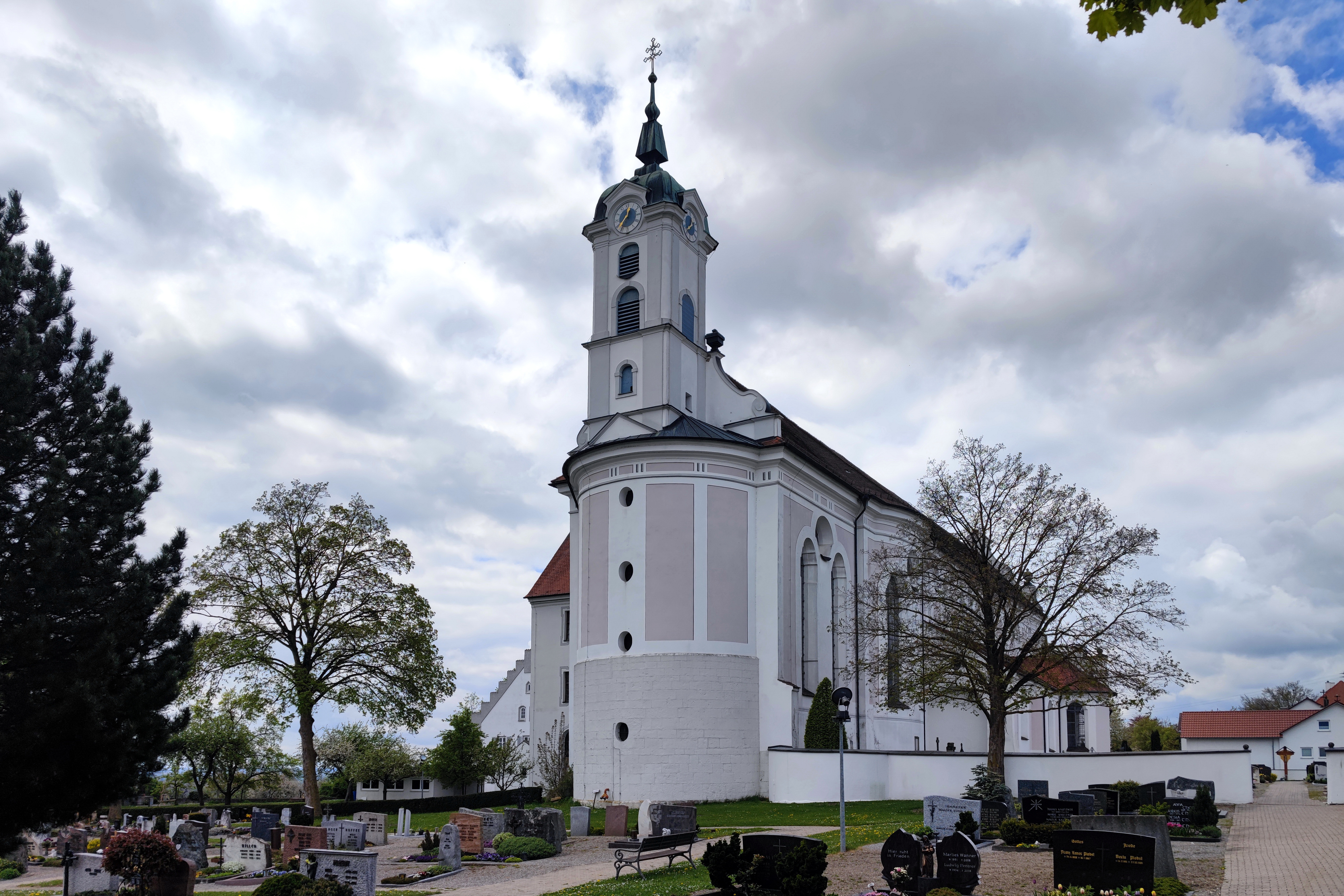
Pfarr- und Wallfahrtskirche St. Peter und Paul

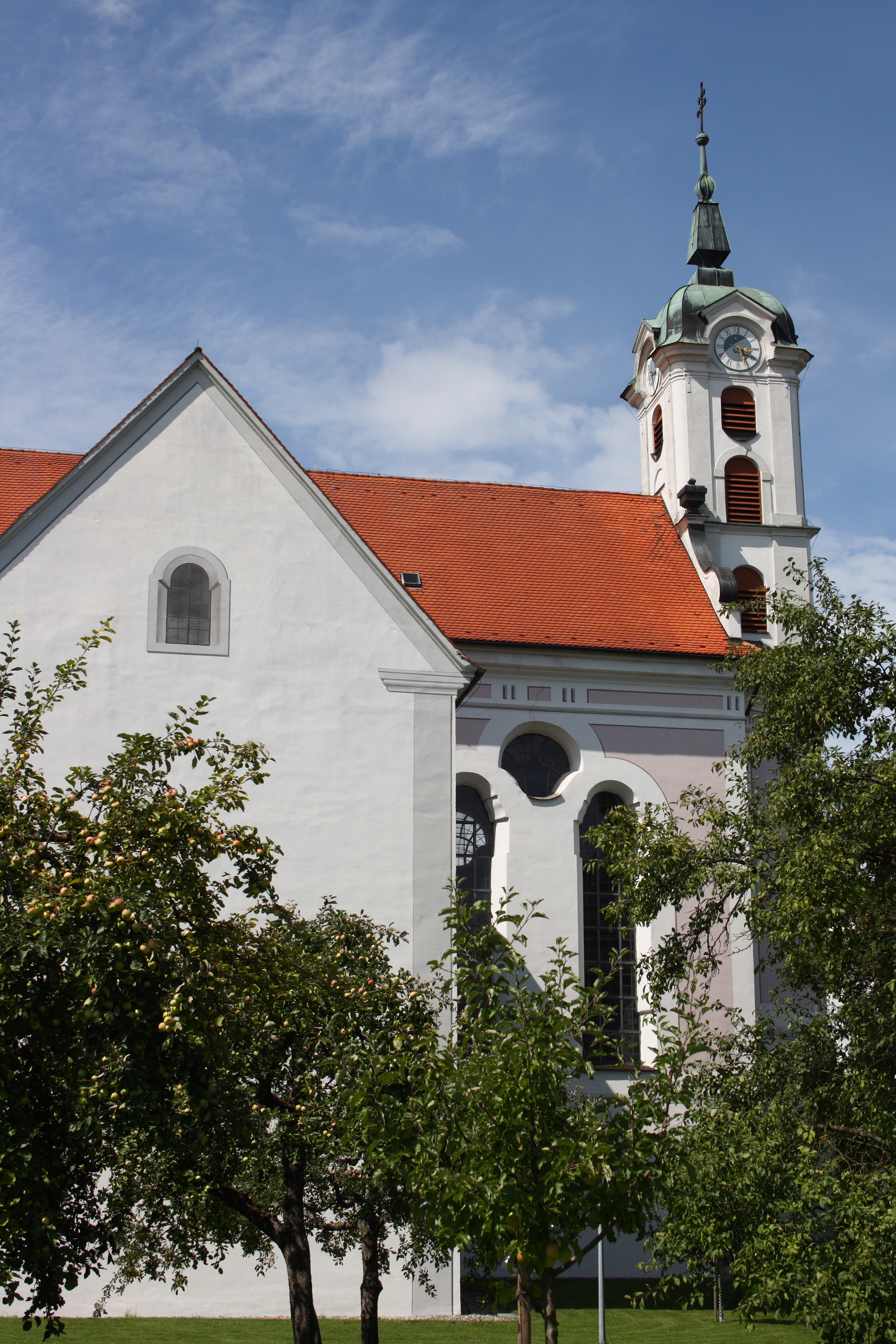
Ansicht von Süden

Die katholische Pfarr- und Wallfahrtskirche St. Peter und Paul in Oberelchingen, einem Ortsteil von Elchingen im Landkreis Neu-Ulm im bayerischen Regierungsbezirk Schwaben, wurde im 12. Jahrhundert als Kirche des Benediktinerklosters Elchingen errichtet. Der im Kern romanische Bau wurde im 17. Jahrhundert barockisiert und in der Mitte des 18. Jahrhunderts im Stil des Rokoko umgestaltet. In der zweiten Hälfte des 18. Jahrhunderts erhielt das Langhaus eine frühklassizistische Ausstattung.

## Geschichte

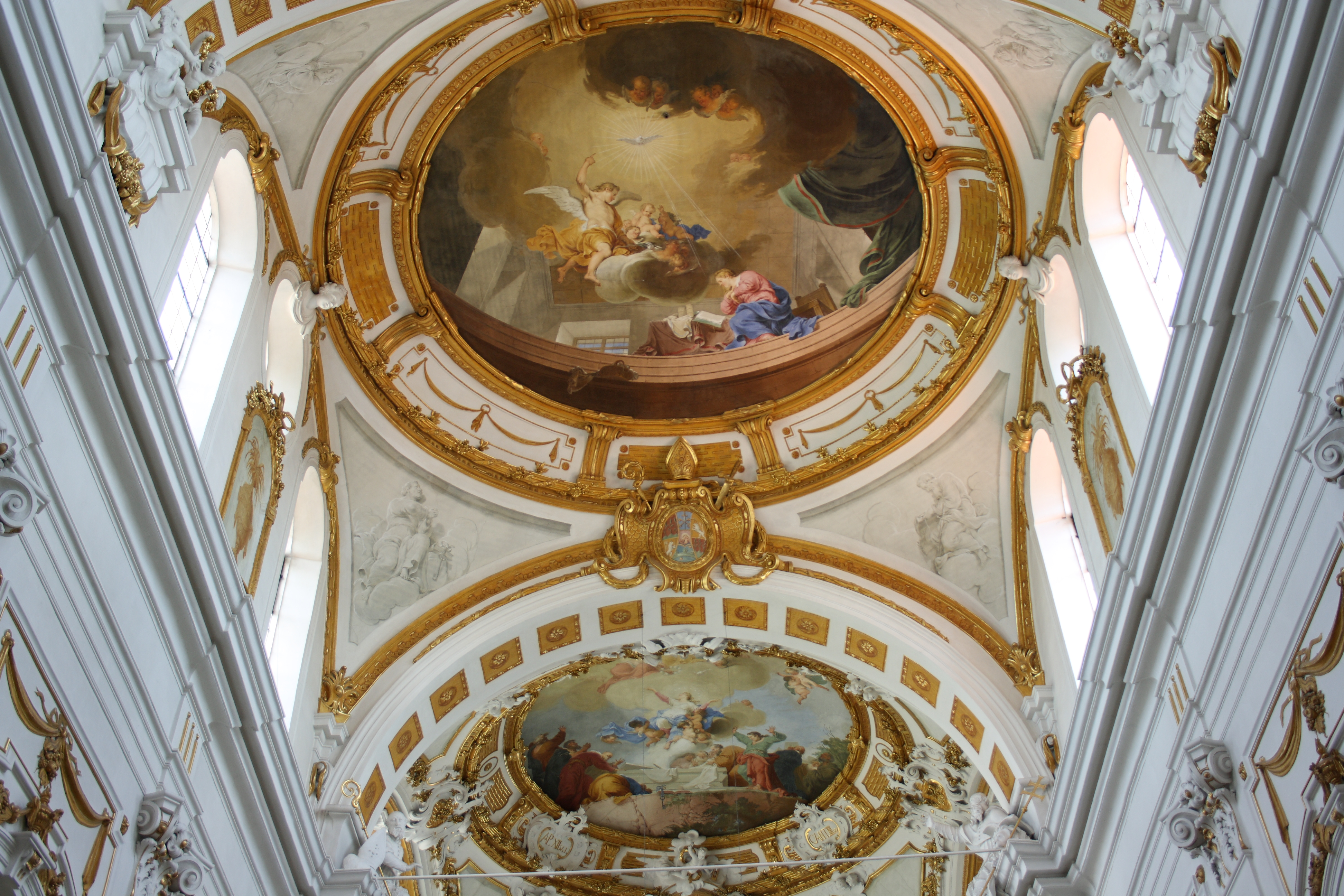
Wappen des Abtes Robert I. Kolb am westlichen Chorbogen

Nach einem Brand im Jahr 1146 errichteten die Benediktiner für ihr im frühen 12. Jahrhundert gegründetes Kloster eine neue romanische Kirche und weihten sie „Zu Ehren Gottes, der allerseligsten Jungfrau, der Apostelfürsten Petrus und Paulus, des heiligen Benediktus und seiner Schwester, der heiligen Scholastika“. Im 15. Jahrhundert wurden in der Kirche gotische Maßwerkfenster eingebaut und über der Vierung ein achteckiger Turm errichtet, der bei dem Brand von 1773 einstürzte. Um 1640, gegen Ende des Dreißigjährigen Krieges, erlebte die Wallfahrt zur Mutter der sieben Schmerzen ihre Blütezeit. 1644 gründete Abt Johannes IV. die Bruderschaft Zu den sieben Schmerzen Mariens.
Nachdem die Kirche während des Dreißigjährigen Krieges großen Schaden erlitten hatte, wurde sie 1666 im Stil des Barock, mit ovalen Fenstern, wiederhergestellt. Bei einer weiteren Renovierung im Jahr 1746 wurde die Kirche unter dem Abt Amandus Schindele im Stil des Rokoko umgestaltet. Nach dem großen Brand von 1773, bei dem Teile der Kirche einstürzten, erfolgte unter der Leitung von Joseph Dossenberger der Wiederaufbau im Stil des späten Rokoko und frühen Klassizismus. Von 1782 bis 1784 wurde das Langhaus umgebaut. Unter dem Abt Robert I. Kolb, dessen Wappen an der Westseite des Chorbogens angebracht ist, fanden die Arbeiten ihren Abschluss.
Nach der Schlacht von Elchingen im Oktober 1805 lagerten napoleonische Truppen in der Kirche, die dort ihre Verwundeten versorgten, bevor sie nach Austerlitz weitermarschierten.
Seit der Aufhebung des Klosters im Jahr 1802 dient die Kirche als Pfarr- und Wallfahrtskirche. Bei dem jährlich stattfindenden Hohen Umgang führt eine Prozession um die Klostermauern.

## Architektur

### Außenbau
Die frühklassizistische Westfassade ist in drei, von Pilastern begrenzten Achsen gegliedert. Sie wird von einem zweigeschossigen Schweifgiebel mit seitlichen Vasen bekrönt. Das Mittelportal wird von schlichten Pilastern gerahmt und besitzt einen hohen Giebelaufsatz. Über der Apsis erhebt sich ein viereckiger, durch Gesimse gegliederter Turm, auf dessen Haube eine obeliskartige Spitze thront.

### Innenraum

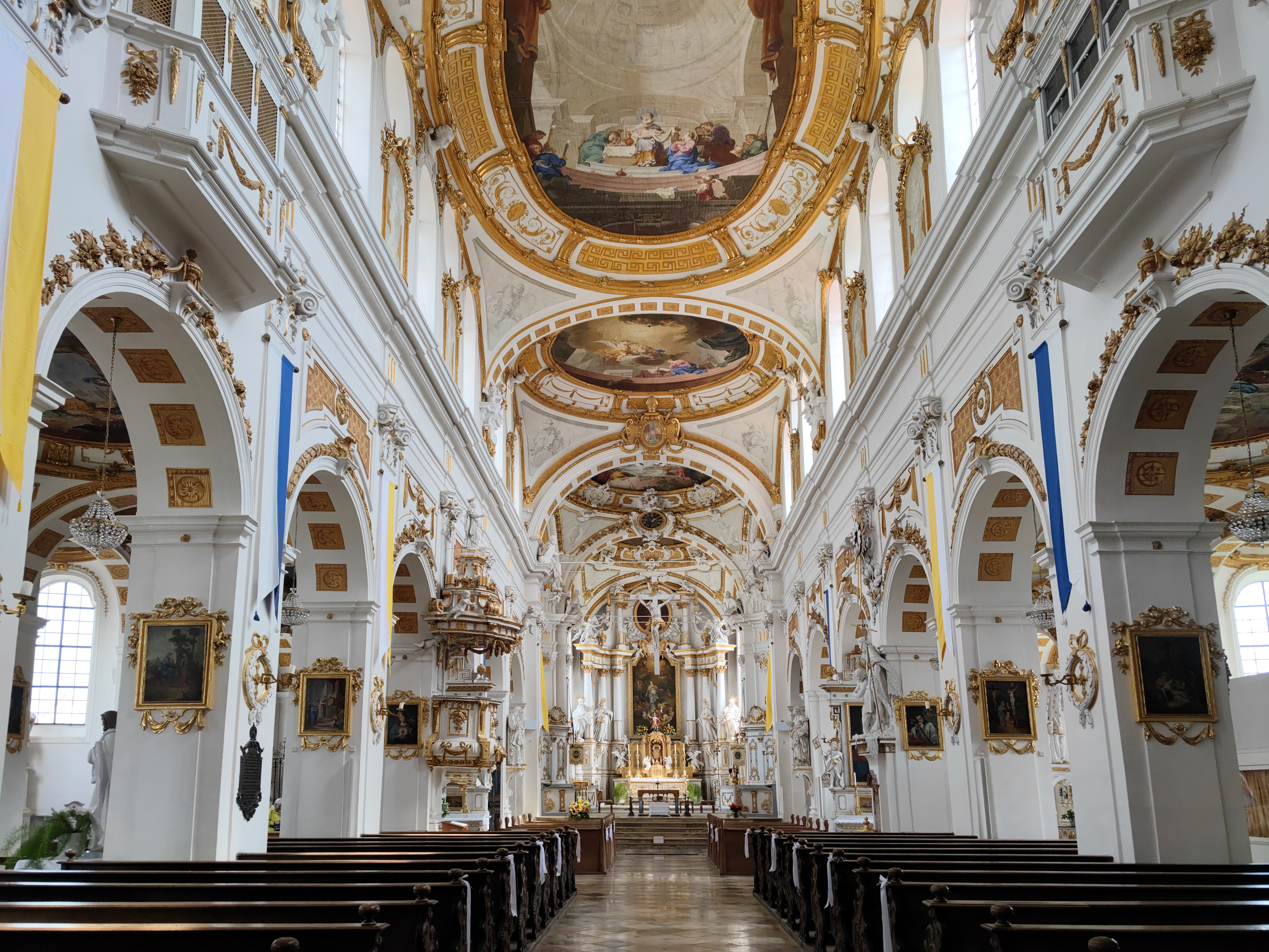
Mittelschiff

Die Kirche ist als dreischiffige Pfeilerbasilika angelegt. Das hohe, breite Mittelschiff öffnet sich in acht Rundbogenarkaden, die auf quadratischen Pfeilern mit Pilastervorlagen aufliegen, zu den wesentlich niedrigeren und schmaleren Seitenschiffen. Haupt- und Seitenschiffe werden von abwechselnd hoch- und querovalen Flachkuppeln überspannt, die mit großformatigen Fresken verziert sind.
Der um sechs Stufen erhöhte, zweijochige Chor hat die gleiche Breite wie das Mittelschiff. Das westliche Joch ist seitlich ausgebaucht. Das östliche Joch ist quadratisch und mündet in eine halbrunde Apsis. Beide Joche besitzen flache, mit Fresken verzierte Pendentivkuppeln.
Im Westen schließt sich eine weit vorspringende Empore mit geschwungener Brüstung an.

## Deckenfresken

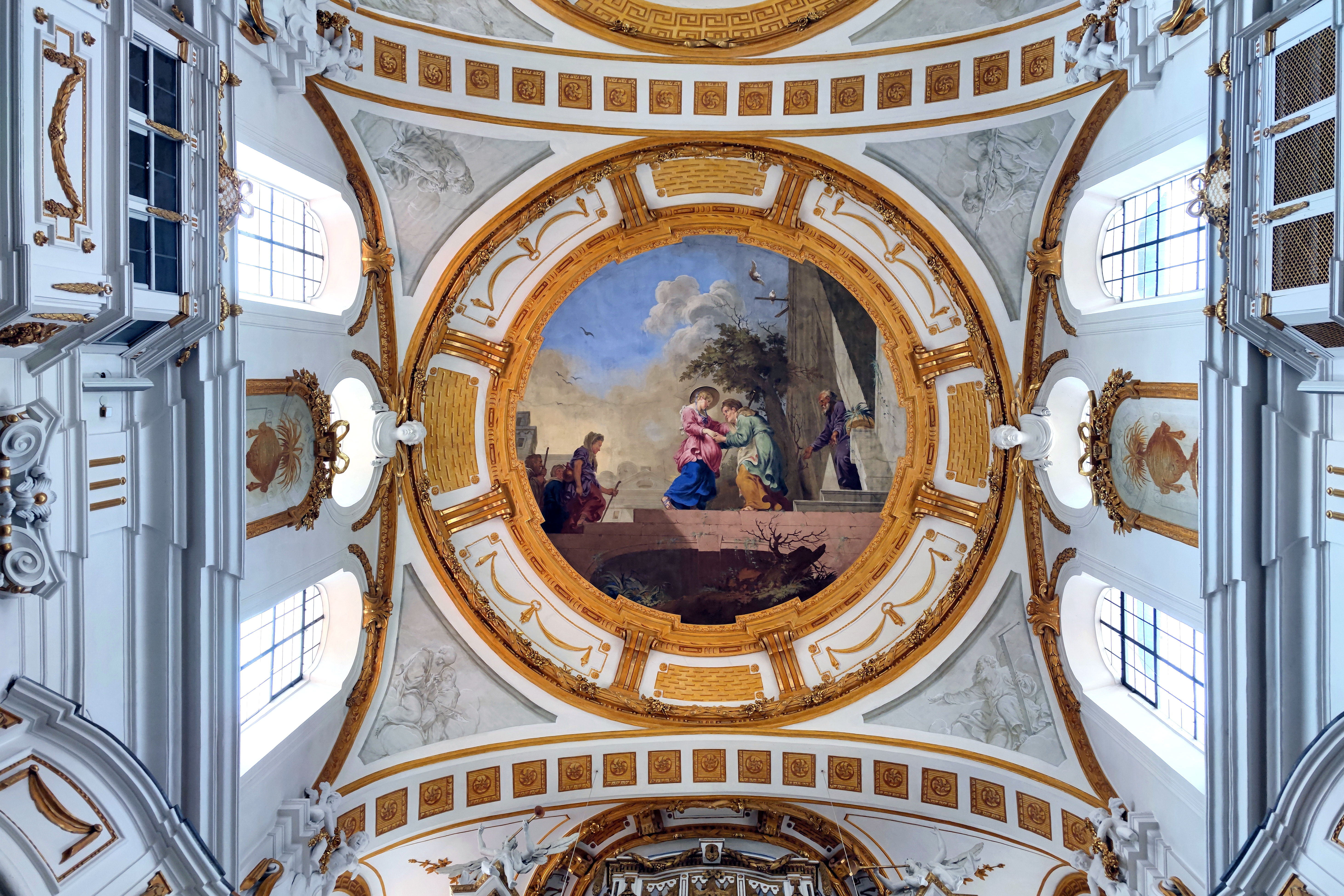
Fresko im Hauptschiff mit der Darstellung der Heimsuchung

Die Deckenfresken schuf der Trierer Hofmaler Januarius Zick in den Jahren 1782/83. Das Chorfresko ist mit der Jahreszahl 1783 bezeichnet und stellt die Geburt Marias dar. In den Zwickeln verkörpern allegorische Figuren in Grisaillemalerei die vier Erdteile. Die Fresken des Hauptschiffs haben die Himmelfahrt Marias, die Verkündigung, die Präsentation des Jesuskindes im Tempel und die Heimsuchung Marias zum Thema. Die Grisaillen der Zwickel stellen Apostel und Mariensymbole dar.
Auf den Fresken des nördlichen Seitenschiffes sind die Kreuzigung, Kreuzabnahme und Grablegung Christi dargestellt. Die Fresken des südlichen Seitenschiffes geben Szenen aus dem Leben des heiligen Benedikt von Nursia wieder. Das Fresko an der Unterseite der Orgelempore erinnert an den Markgrafen Konrad von Meißen und dessen Gemahlin Luitgart, die dem Abt Andreas von Aichhaim die Stiftungsurkunde und den Bauplan überreichen. Sie verlegten das Kloster, das von Graf Albert von Rauenstein (oder Ravenstein), dem Vater Luitgarts, in den Ulmer Donauauen gegründet worden war, auf ihre über dem Ort Elchingen gelegene Burg. Ein auf dem Tisch liegendes Dokument weist ein Chronogramm auf, das sich vermutlich auf das Datum der ersten Kirchenweihe bezieht: DICabant DIe XV aVgVstI (Sie weihten am 15. August 1128).

## Orgel

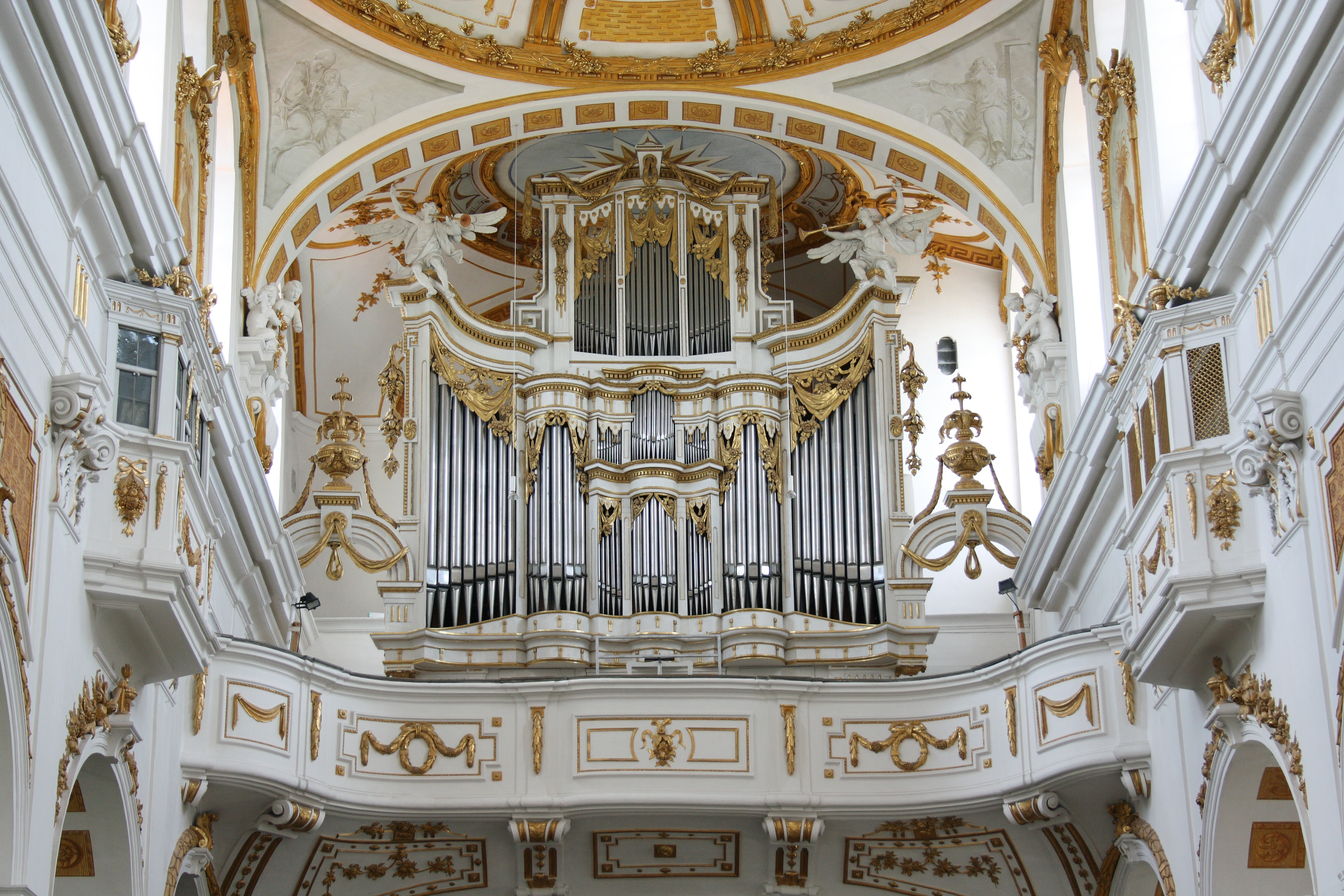
Orgelempore

Die große Orgel wurde 1910 von der Orgelbaufirma G. F. Steinmeyer & Co. eingebaut und in den Jahren 1987–1988 generalüberholt. Der prächtige Orgelprospekt wird Johann Michael Fischer zugeschrieben und entstand um 1785. Er wird von zwei Posaunenengeln bekrönt. Das Instrument hat 27 Register auf zwei Manualwerken und Pedal. Die Spiel- und Registertrakturen sind pneumatisch.
| I Hauptwerk C–g3 |                |       |
| 1.               | Bourdon        | 16′   |
| 2.               | Principal      | 8′    |
| 3.               | Gedeckt        | 8′    |
| 4.               | Seraphonflöte  | 8′    |
| 5.               | Quintatön      | 8′    |
| 6.               | Viola da Gamba | 8′    |
| 7.               | Dolce          | 8′    |
| 8.               | Octav          | 4′    |
| 9.               | Rohrflöte      | 4′    |
| 10.              | Octav          | 2′    |
| 11.              | Mixtur IV      | 2 ⁄3′ |
| 12.              | Trompete       | 8′    |

| II Schwellwerk C–g3 |                  |    |
| 13.                 | Geigenprinzipal  | 8′ |
| 14.                 | Tibia            | 8′ |
| 15.                 | Lieblich Gedeckt | 8′ |
| 16.                 | Salicional       | 8′ |
| 17.                 | Aeoline          | 8′ |
| 18.                 | Vox coelestis    | 8′ |
| 19.                 | Traversflöte     | 4′ |
| 20.                 | Seraphon Fugara  | 4′ |
|                     | Calcant          |    |

| Pedal C–d1 |             |         |
| 21.        | Subbaß      | 16′     |
| 22.        | Bourdonbaß  | 16′     |
| 23.        | Contrabaß   | 16′     |
| 24.        | Quintbass   | 10 2⁄3′ |
| 25.        | Posaune     | 16′     |
| 26.        | Octavbaß    | 8′      |
| 27.        | Violoncello | 8′      |

- Koppeln:

Normalkoppeln: II/I, I/P, II/P
Suboktavkoppel: II/I
Superoktavkoppel: II/II

## Ausstattung

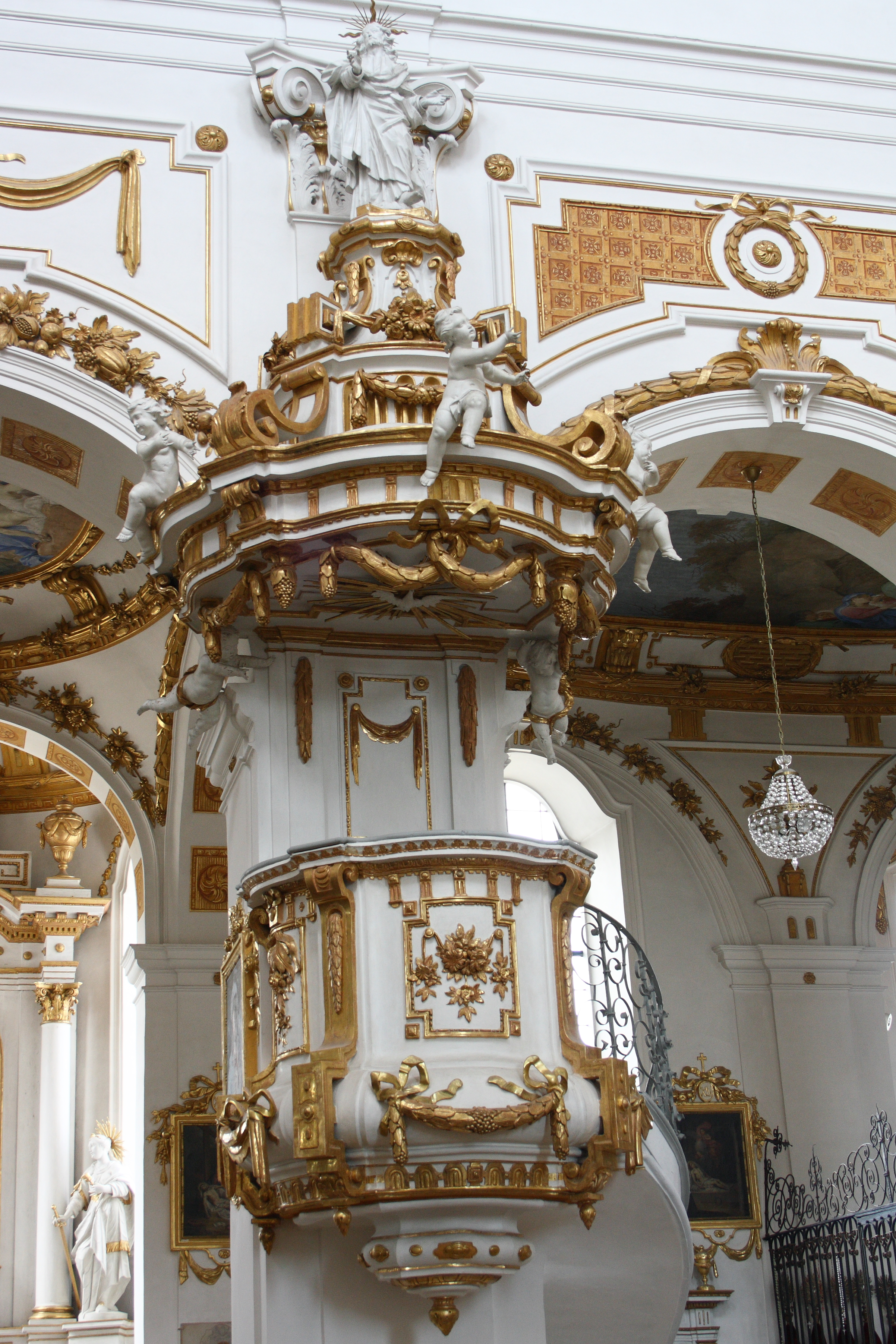
Kanzel

- Der Hochaltar wurde 1774 von Johann Michael Fischer nach Entwürfen von Joseph Dossenberger ausgeführt. Sechs korinthische Säulen umrahmen das von Januarius Zick 1785 geschaffene Altarbild, das Maria, entsprechend der Offenbarung des Johannes, mit dem Mond unter den Füßen und einem Kranz von zwölf Sternen um das Haupt darstellt. Auch das Motiv des Gotteslammes auf dem Buch mit sieben Siegeln im Hintergrund ist der Offenbarung entnommen. Die überlebensgroßen Figuren stellen den Ordenspatron, den heiligen Benedikt von Nursia (innen links), dessen Schwester, die heilige Scholastika (innen rechts), die Schutzpatrone der Kirche, die Apostel Petrus (außen links) und Paulus (außen rechts) dar. Das Auszugsbild mit der Darstellung des Erzengels Michael wird Joseph Wannemacher zugeschrieben.
- Auf dem Gebälk des Chores sitzen die vier abendländischen Kirchenväter mit ihren Attributen, der heilige Augustinus, Gregor der Große, der heilige Ambrosius mit Bienenstock und Buch und der heilige Hieronymus.
- Die Marienstatue im Chor wird um 1635 datiert und ist eine Arbeit von Christoph Rodt. Maria trägt eine Krone auf dem Haupt und hält ein Zepter. Auf ihrem Arm sitzt das Jesuskind mit der Weltkugel in der Hand.
- Das monumentale Kruzifix über dem Zelebrationsaltar wurde 1785 von Johann Michael Fischer geschaffen. Die beiden Assistenzfiguren Maria und Johannes, die seitlich am linken und rechten Pfeiler stehen, stammen aus der Zeit um 1690/1700.
- Die aufwändig verzierte Kanzel aus der Zeit um 1785 wird einem Entwurf von Joseph Dossenberger zugeschrieben. Die Skulpturen, wie auch die Figur des Salvator Mundi auf dem Schalldeckel, schuf Johann Michael Fischer.
- Aus der gleichen Zeit wie die Kanzel stammt auch das auf der gegenüberliegenden Seite stehende Taufbecken und die lebensgroßen Stuckfiguren der Taufe Jesu, die Johann Michael Fischer zugeschrieben werden.
- Im nördlichen Seitenschiff befindet sich der Gnadenaltar mit dem Gnadenbild der Schmerzhaften Muttergottes, einer ursprünglich wohl gotischen, im 17. und 18. Jahrhundert überarbeiteten, in ein kostbares Gewand gehüllten Marienfigur, die auf dem Halbmond steht und deren Herz von sieben Schwertern durchbohrt wird. Engel, die Szepter, Lilie und Krone halten, umrahmen die Figur. Seitlich stehen die beiden Propheten Jesaja und Jeremia.
- Aus Kloster Elchingen stammt wahrscheinlich auch das sog. Dornstädter Retabel. Es wurde um 1420 in Ulm gefertigt und später in die Pfarrkirche St. Ulrich in Dornstadt verbracht, bevor es in die Sammlung des Landesmuseums Württemberg in Stuttgart (Inv. Nr. 14230) gelangte.[4]

## Epitaphien

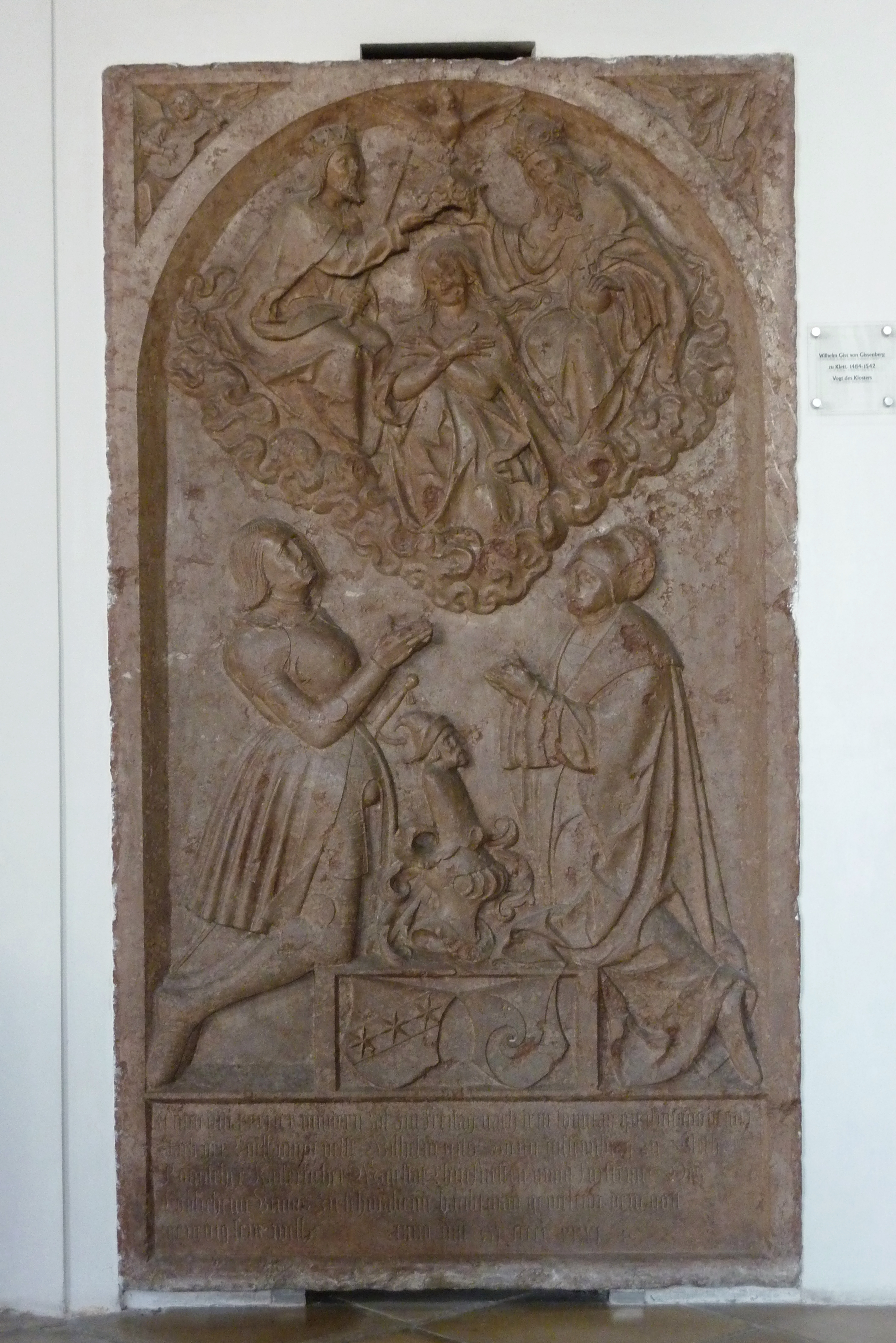
Epitaph von Wilhelm Güß von Güssenburg zu Glött († 1531)

In einer Rundbogennische des nördlichen Seitenschiffes befindet sich das Sandsteinepitaph des letzten Abtes Robert III. Plersch, der 1810 starb.
- Das Epitaph des 1541 verstorbenen Abtes Hieronymus Hertzog, eine rote Sandsteinplatte, ist mit einem eingravierten Relief des Toten versehen.
- Auch die Grabplatte des Abtes Thomas Holl, der 1619 starb, ist mit einem Relief verziert.
- Ein Epitaph aus Rotmarmor erinnert an den Priester Petrus Kastler, der um 1485 starb.
- Das Epitaph für Wilhelm Güß von Güssenburg zu Glött, Hauptmann des Schwäbischen Bundes und Vogt des Klosters, der 1531 starb, ist mit dem Relief einer Marienkrönung verziert.
- Auf dem Rotmarmorepitaph des 1638 gestorbenen Abtes Johannes Spegelin ist der Verstorbene in Ganzfigur und Ornat dargestellt.